# Kate Howey
Kate Howey, född den 31 maj 1973 i Andover, Storbritannien, är en brittisk judoutövare.
Hon tog OS-brons i damernas mellanvikt i samband med de olympiska judotävlingarna 1992 i Barcelona.
Hon tog OS-silver i samma viktklass i samband med de olympiska judotävlingarna 2000 i Sydney.